# パトリック・スウェイジ/復讐は我が胸に
『パトリック・スウェイジ/復讐は我が胸に』（ふくしゅうはわがむねに、原題：Next of Kin）は、1989年制作のアメリカ合衆国のアクション映画。
ジョン・アーヴィン監督、パトリック・スウェイジ主演。原題の意味は「最近親者」。日本では劇場未公開。

## あらすじ
アパラチア出身のトルーマン・ゲイツはシカゴ市警察で刑事をしているが、ある日、彼を頼ってシカゴに来てトラック運転手をしている弟のジェラルドがマフィアの抗争に巻き込まれて射殺されてしまう。
トルーマンは妻のジェシーと弟の亡骸と共に帰省、すると彼らの兄ブライアーら親族一同はアパラチアの伝統に従ってマフィアに対し血の復讐を行うよう強硬に主張、それに対してトルーマンは警察に任せるよう必死に説得し、一旦はその場を収める。
しかし、しびれを切らしたブライアーは単身シカゴに向かい、独断で復讐を開始してしまう。これにより、ゲイツ一族とマフィアはついに全面対決に突入、トルーマンはアパラチアの掟と警官バッジの間で苦悩しながらも、闘いに身を投じていく。

## キャスト
- トルーマン・ゲイツ：パトリック・スウェイジ
- ブライアー・ゲイツ：リーアム・ニーソン
- ジェシー・ゲイツ：ヘレン・ハント
- ジョーイ・ロッセリーニ：アダム・ボールドウィン
- ジェラルド・ゲイツ：ビル・パクストン
- ローレンス・イザベラ：ベン・スティラー
- ジョン・イザベラ：アンドレアス・カツーラス
- ウィリー・シンプソン：テッド・レヴィン
- ハロルド：マイケル・J・ポラード
- フランク：デル・クローズ
- トニー：ポール・ハーマン